# Johanne Rosing

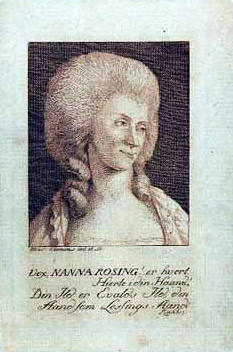
Johanne Cathrine Rosing.

Johanne Cathrine Rosing, född den 2 juni 1756 i Köpenhamn, död den 15 januari 1853 på Fredensborgs slott, var en dansk skådespelerska.
Hon var dotter till en norsk murare, som hade ruinerats efter en arbetsolycka, och arbetade som piga innan hon 1772 blev elev i den franska balettruppen i hovteatern, verksam sedan 1767, som 1772 slogs samman med Det Kongelige teater. År 1773 flyttades hon till skådespelarfacket, och 1773-1774 fick hon också sånglektioner; däremot lärde hon sig aldrig läsa och skriva. Hon var medlem i Det Dramatiske Selskap 1777-1779, där hon träffade den norske skådespelaren Michael Rosing, som hon gifte sig med. 
Rosing hade sitt eget rollfack, där hon var mycket populär; hon spelade den nya "borgerliga" kvinnorollen av moderlig dygdig kvinna, och paret Rosing levde också privat ett "borgerligt dygdigt" liv, som ansågs vara en bra metod att höja respekten för skådespelaryrket. Hon spelade ofta sina roller gravid, något hon nästan oupphörligt var. Hon spelade sin sista roll 1823. Hennes dotter, Emilie Rosing, var under 1800-talets första årtionde en av teaterns största hjältinneskådespelare.